# Tir mozambicain
Le tir mozambicain, également connu sous le nom manœuvre d’échec, tir d’immobilisation ou de tir d’arrêt, ou de manière informelle, « deux au corps, une à la tête » est une technique de tir rapproché qui nécessite du tireur à tirer deux fois dans le torse d'une cible (tir couplé ou martelée au centre d'une cible), suivi avec d'un tir à la tête plus difficile qui, s'il est placé correctement, arrêtera instantanément la cible si les tirs précédents échouent à le faire.

## Histoire
Selon l'histoire anecdotique, cette technique aurait été inventée par un soldat rhodésien, Mike Rousseau, engagé dans la guerre d'indépendance du Mozambique (1964-1974). Combattant à l'aéroport de Lourenço Marques (aujourd'hui à Maputo), Rousseau contourna un coin et se retrouva face a un guérillero FRELIMO, armé d'un fusil d'assaut AK-47, à 10 pas (~ 7,5 mètres). Rousseau a immédiatement sorti son pistolet, un Browning HP35, et a effectué un tir couplé, une technique de tir contrôlée dans laquelle le tireur effectue deux tirs rapides au torse de la cible. Rousseau atteignit la cible de part et d'autre du sternum, ce qui est généralement suffisant pour provoquer une incapacité ou la mort. Voyant que le guérillero avançait toujours, Rousseau tenta un coup à la tête qui le frappa à la base du cou, coupant la moelle épinière. Rousseau a relaté l'histoire à un ami de là, Jeff Cooper, fondateur de l'école de tir Gunsite Academy, qui a incorporé le « Tir mozambicain » à sa méthode de tir pour la modern technique (en).
Le tir mozambicain a été intégré au programme d’enseignement de Gunsite à partir de la fin des années 1970. En 1980, Larry Mudgett et John Helms, membres du Département de la police de Los Angeles, suivirent une formation au pistolet à Gunsite et obtinrent la permission de Cooper d'enseigner la technique à la Police de Los Angeles et de la renommer « manœuvre d’échec » (par peur que le mot mozambicain puisse avoir des connotations racistes).

## Théorie et technique
Le tir mozambicain est destiné à garantir que la cible soit immédiatement arrêtée en plaçant d’abord deux balles dans la masse la plus large et la plus facile à toucher du haut du corps, puis, si la cible est toujours active, à en suivre une troisième plus précis, coup a la tête bien plus ciblé et difficile. En raison de facteurs tels que les gilets pare-balles, l'effet de renforcement des médicaments ou l'incapacité de toucher les organes vitaux, les tirs corporels risquent de ne pas être immédiatement efficaces, nécessitant le troisième tir. Pour garantir une incapacité immédiate en touchant le cerveau et le système nerveux central, le coup à la tête doit être délivré dans la zone située entre les sourcils et la lèvre supérieure, faute de quoi diverses zones osseuses du crâne pourraient faire dévier la balle.

## A voir
- Pouvoir d'arrêt (munition)